# Bind On Pickup
Bind On Pickup (engl. „binde beim Aufheben“, selten Bound On Pickup „gebunden beim Aufheben“) bezeichnet in Multiplayer-Computerspielen spezielle Gegenstände (meistens Items genannt) bzw. den zugrundeliegenden Mechanismus, der auf diese angewendet wird. Durch das Aufheben, den Erhalt oder das Erzeugen derartiger Gegenstände, werden sie an den Spieler bzw. seinen Avatar gebunden und können im Gegensatz zu anderen Gegenständen nicht mehr an andere Spieler weitergeben werden.
Der Sinn dieser Eigenschaft besteht darin, dass derartige Gegenstände unter keinen Umständen an andere Spieler weitergegeben werden können. Dies betrifft vor allem Gegenstände, die aufgrund ihrer besonders herausragenden Eigenschaften möglichst selten bleiben sollen, oder an die Spieler nur durch das Lösen bestimmter Aufgaben gelangen sollen.
Es ist durchaus möglich, dass der Avatar die gleichen BoP-Gegenstände mehrmals findet und spätestens dann könnte man diese an andere Spieler weitergeben, die nicht die dafür nötigen Mühen auf sich genommen haben. Mit Bind On Pickup wird auch der meist unerwünschte Handel virtueller Gegenstände mit echtem Geld eingeschränkt. Auch Gegenstände die mit dem Erfüllen von Aufgaben (Quests) zusammenhängen sind in der Regel BoP damit alle Spieler ihre im Spiel gestellten Aufgaben selbst erledigen.
„Bind On Pickup“ wird im MMORPG-Jargon meistens mit BOP oder BoP abgekürzt. Eine weitere Bezeichnung ist Bind/Bound On Acquire (BoA) „binde beim Erwerb“.